# Ліга чемпіонів АФК 2020
Ліга чемпіонів АФК 2020 — 39-й розіграш головного клубного футбольного турніру Азійської конфедерації футбола (АФК) і 18-й під назвою Ліга чемпіонів АФК. Вперше титул переможця здобув корейський клуб Ульсан Хьонде.

## Формат і учасники
В турнірі взяли участь 52 клубів із 23 асоціацій. Клуби розділені на Східну і Західну зони. В основному раунді взяли участь 32 клуби (по 16 із кожної зони). 24 клуби пройшли туди на пряму, решта боролись за вихід в груповий турнір через сито кваліфікації.

Клуби, які посіли перші два місця в групах, вийшли до плей-оф. Клуби із Східної та Західної зони зустрілися між собою лише у фіналі.

## Розклад матчів і жеребкувань
На графік проведення турніру вплинув COVID-19, матчі не проводились з 5 березня по 13 вересня.
| Фаза                    | Раунд                        | Жеребкування              | Дата матчів                                      |
| ----------------------- | ---------------------------- | ------------------------- | ------------------------------------------------ |
| Попередній раунд        | Перший кваліфікаційний раунд | -                         | 14 січня 2020                                    |
| Попередній раунд        | Другий кваліфікаційний раунд | -                         | 21 січня 2020                                    |
| Кваліфікаційний плей-оф | Раунд плей-оф                | -                         | 28 січня 2020                                    |
| Груповий турнір         | Тур 1                        | 10 грудня 2019            | 10-12 лютого, 18-19 листопада 2020               |
| Груповий турнір         | Тур 2                        | 10 грудня 2019            | 17-19 лютого, 21-22 листопада 2020               |
| Груповий турнір         | Тур 3                        | 10 грудня 2019            | 3-4 березня, 14-15 вересня, 24-25 листопада 2020 |
| Груповий турнір         | Тур 4                        | 10 грудня 2019            | 17-18 вересня, 27-28 листопада 2020              |
| Груповий турнір         | Тур 5                        | 10 грудня 2019            | 20-21 вересня, 30 листопада - 1 грудня 2020      |
| Груповий турнір         | Тур 6                        | 10 грудня 2019            | 23-24 вересня, 3-4 грудня 2020                   |
| Плей-оф                 | 1/8 фіналу                   | 10 грудня 2019            | 26-27 вересня, 6-7 грудня 2020                   |
| Плей-оф                 | 1/4 фіналу                   | 28 вересня, 8 грудня 2020 | 30 вересня, 10 грудня 2020                       |
| Плей-оф                 | 1/2 фіналу                   | 28 вересня, 8 грудня 2020 | 3 жовтня, 13 грудня 2020                         |
| Плей-оф                 | Фінал                        | 28 вересня, 8 грудня 2020 | 19 грудня 2020                                   |

## Кваліфікаційні раунди

### Перший кваліфікаційний раунд
| Команда 1      | Рахунок      | Команда 2    |
| Західна зона   | Західна зона | Західна зона |
| -------------- | ------------ | ------------ |
| 14 січня 2020  |              |              |
| Ченнаї Сіті    | 0:1          | Аль-Ріффа    |
| Аль-Файсалі    | 1:2 дч       | Аль-Кувейт   |
| Східна зона    |              |              |
| 14 січня 2020  |              |              |
| Керес-Негрос   | 3:2          | Шан Юнайтед  |
| Тампінс Роверс | 3:5 дч       | Балі Юнайтед |

### Другий кваліфікаційний раунд
| Команда 1        | Рахунок      | Команда 2    |
| Західна зона     | Західна зона | Західна зона |
| ---------------- | ------------ | ------------ |
| 21 січня 2020    |              |              |
| Локомотив        | 0:1          | Істіклол     |
| 22 січня 2020    |              |              |
| Буньодкор        | 4:1          | Аль-Завраа   |
| 25 січня 2020    |              |              |
| Шахр Ходро       | 2:1          | Аль-Ріффа    |
| Естеґлал         | 3:0          | Аль-Кувейт   |
| Східна зона      |              |              |
| 21 січня 2020    |              |              |
| Кедах Дарул Аман | 5:1          | Таї По       |
| Бурірам Юнайтед  | 2:1          | Хошимін      |
| Порт             | 0:1          | Керес-Негрос |
| Мельбурн Вікторі | 5:0          | Балі Юнайтед |

### Раунд плей-оф
| Команда 1      | Рахунок      | Команда 2        |
| Західна зона   | Західна зона | Західна зона     |
| -------------- | ------------ | ---------------- |
| 28 січня 2020  |              |                  |
| Аль-Айн        | 0:1          | Буньодкор        |
| Аль-Аглі       | 1:0          | Істіклол         |
| Ас-Сайлія      | 0:0 пен. 4:5 | Шахр Ходро       |
| Ар-Райян       | 0:5          | Естеґлал         |
| Східна зона    |              |                  |
| 28 січня 2020  |              |                  |
| Сеул           | 4:1          | Кедах Дарул Аман |
| Шанхай СІПГ    | 3:0          | Бурірам Юнайтед  |
| Токіо          | 2:0          | Керес-Негрос     |
| Касіма Антлерс | 0:1          | Мельбурн Вікторі |

## Груповий етап

### Група A
| Поз | Команда   | І | В | Н | П | ГЗ | ГП | РГ | О | Кваліфікація      |  | АГЛ | ЕСТ | ШУР | ВАХ |
| --- | --------- | - | - | - | - | -- | -- | -- | - | ----------------- |  | --- | --- | --- | --- |
| 1   | Аль-Аглі  | 4 | 2 | 0 | 2 | 4  | 6  | −2 | 6 | Вихід у плей-оф   |  | —   | 2–1 | 1–0 | --  |
| 2   | Естеґлал  | 4 | 1 | 2 | 1 | 6  | 4  | +2 | 5 | Вихід у плей-оф   |  | 3–0 | —   | 1–1 | --  |
| 3   | Аш-Шурта  | 4 | 1 | 2 | 1 | 4  | 4  | 0  | 5 |                   |  | 2–1 | 1–1 | —   | 0–1 |
| 4   | Аль-Вахда | 0 | 0 | 0 | 0 | 0  | 0  | 0  | 0 | Зняті зі змагання |  | 1–1 | --  | --  | —   |

1. ↑  Аль-Вахда не зміг взяти участь у чотирьох заключних матчах групового турніру через позитивний тест на COVID-19 у більшості гравців команди.[1] Вважалося, що вони знялися зі змагань, і всі попередні матчі, зіграні ними, вважаються «недійсними» і не враховувалися при визначенні остаточного рейтингу групи.[2]

### Група B
| Поз | Команда        | І | В | Н | П | ГЗ | ГП | РГ | О  | Кваліфікація      |  | ПАХ | ШАБ | ХОД | ГІЛ |
| --- | -------------- | - | - | - | - | -- | -- | -- | -- | ----------------- |  | --- | --- | --- | --- |
| 1   | Пахтакор       | 4 | 3 | 1 | 0 | 6  | 1  | +5 | 10 | Вихід у плей-оф   |  | —   | 2–1 | 3–0 | 0–0 |
| 2   | Шабаб Аль-Аглі | 4 | 2 | 1 | 1 | 3  | 2  | +1 | 7  | Вихід у плей-оф   |  | 0–0 | —   | 1–0 | 1–2 |
| 3   | Шахр Ходро     | 4 | 0 | 0 | 4 | 0  | 6  | −6 | 0  |                   |  | 0–1 | 0–1 | —   | 0–0 |
| 4   | Аль-Гіляль     | 0 | 0 | 0 | 0 | 0  | 0  | 0  | 0  | Зняті зі змагання |  | 2–1 | --  | 2–0 | —   |

1. ↑  Аль-Гіляль не зміг зібрати необхідних 13 гравців для останнього матчу групового турніру проти Шабаб Аль-Аглі, оскільки всі крім 11 гравців команди отримали позитивний тест на COVID-19. Вважалося, що вони знялися зі змагань, і всі попередні матчі, зіграні ними, вважаються «недійсними» і не враховувалися при визначенні остаточного рейтингу групи.[3]

### Група C
| Поз | Команда    | І | В | Н | П | ГЗ | ГП | РГ | О  | Кваліфікація    |     | ПЕР | ТАА | ДУХ | ШАР |
| --- | ---------- | - | - | - | - | -- | -- | -- | -- | --------------- | --- | --- | --- | --- | --- |
| 1   | Персеполіс | 6 | 3 | 1 | 2 | 8  | 5  | +3 | 10 | Вихід у плей-оф |     | —   | 1–0 | 0–1 | 4–0 |
| 2   | Ат-Таавун  | 6 | 3 | 0 | 3 | 4  | 8  | −4 | 9  | Вихід у плей-оф |     | 0–1 | —   | 2–0 | 0–6 |
| 3   | Ад-Духаїль | 6 | 3 | 0 | 3 | 7  | 8  | −1 | 9  |                 |     | 2–0 | 0–1 | —   | 2–1 |
| 4   | Шарджа     | 6 | 2 | 1 | 3 | 13 | 11 | +2 | 7  |                 | 2–2 | 0–1 | 4–2 | —   |     |

### Група D
| Поз | Команда | І | В | Н | П | ГЗ | ГП | РГ | О  | Кваліфікація    |     | НАС | САД | СЕП | АЙН |
| --- | ------- | - | - | - | - | -- | -- | -- | -- | --------------- | --- | --- | --- | --- | --- |
| 1   | Ан-Наср | 6 | 3 | 2 | 1 | 9  | 5  | +4 | 11 | Вихід у плей-оф |     | —   | 2–2 | 2–0 | 0–1 |
| 2   | Ас-Садд | 6 | 2 | 3 | 1 | 14 | 8  | +6 | 9  | Вихід у плей-оф |     | 1–1 | —   | 3–0 | 4–0 |
| 3   | Сепахан | 6 | 2 | 1 | 3 | 6  | 8  | −2 | 7  |                 |     | 0–2 | 2–1 | —   | 0–0 |
| 4   | Аль-Айн | 6 | 1 | 2 | 3 | 5  | 13 | −8 | 5  |                 | 1–2 | 3–3 | 0–4 | —   |     |

### Група E
| Поз | Команда          | І | В | Н | П | ГЗ | ГП | РГ | О  | Кваліфікація    |     | БЕЙ | МЕЛ | СЕУ | ЧІА |
| --- | ---------------- | - | - | - | - | -- | -- | -- | -- | --------------- | --- | --- | --- | --- | --- |
| 1   | Бейцзін Гоань    | 6 | 5 | 1 | 0 | 12 | 4  | +8 | 16 | Вихід у плей-оф |     | —   | 3–1 | 3–1 | 1–1 |
| 2   | Мельбурн Вікторі | 6 | 2 | 1 | 3 | 6  | 9  | −3 | 7  | Вихід у плей-оф |     | 0–2 | —   | 2–1 | 1–0 |
| 3   | Сеул             | 6 | 2 | 0 | 4 | 10 | 9  | +1 | 6  |                 |     | 1–2 | 1–0 | —   | 5–0 |
| 4   | Чіанграй Юнайтед | 6 | 1 | 2 | 3 | 5  | 11 | −6 | 5  |                 | 0–1 | 2–2 | 2–1 | —   |     |

### Група F
| Поз | Команда        | І | В | Н | П | ГЗ | ГП | РГ | О  | Кваліфікація    |     | УЛЬ | ТОК | ШАН | ПЕР |
| --- | -------------- | - | - | - | - | -- | -- | -- | -- | --------------- | --- | --- | --- | --- | --- |
| 1   | Ульсан Хьонде  | 6 | 5 | 1 | 0 | 14 | 5  | +9 | 16 | Вихід у плей-оф |     | —   | 1–1 | 3–1 | 2–0 |
| 2   | Токіо          | 6 | 3 | 1 | 2 | 6  | 5  | +1 | 10 | Вихід у плей-оф |     | 1–2 | —   | 0–1 | 1–0 |
| 3   | Шанхай Шеньхуа | 6 | 2 | 1 | 3 | 9  | 13 | −4 | 7  |                 |     | 1–4 | 1–2 | —   | 3–3 |
| 4   | Перт Глорі     | 6 | 0 | 1 | 5 | 5  | 11 | −6 | 1  |                 | 1–2 | 0–1 | 1–2 | —   |     |

### Група G
| Поз | Команда                | І | В | Н | П | ГЗ | ГП | РГ | О | Кваліфікація      |  | ВІС | СУВ | ГУА | ДЖО |
| --- | ---------------------- | - | - | - | - | -- | -- | -- | - | ----------------- |  | --- | --- | --- | --- |
| 1   | Віссел Кобе            | 4 | 2 | 0 | 2 | 4  | 5  | −1 | 6 | Вихід у плей-оф   |  | —   | 0–2 | 0–2 | 5–1 |
| 2   | Сувон Самсунг Блювінгз | 4 | 1 | 2 | 1 | 3  | 2  | +1 | 5 | Вихід у плей-оф   |  | 0–1 | —   | 0–0 | --  |
| 3   | Гуанчжоу Евергранд     | 4 | 1 | 2 | 1 | 4  | 4  | 0  | 5 |                   |  | 1–3 | 1–1 | —   | --  |
| 4   | Джохор Дарул Тазім     | 0 | 0 | 0 | 0 | 0  | 0  | 0  | 0 | Зняті зі змагання |  | --  | 2–1 | --  | —   |

1. ↑  Джохор Дарул Тазім не зміг взяти участь у чотирьох останніх матчах групового турніру через обмеження на поїздки у зв'язку з пандемією COVID-19.[4] Вважалося, що вони знялися зі змагань, і всі попередні матчі, зіграні ними, вважаються «недійсними» і не враховувалися при визначенні остаточного рейтингу групи.[5]

### Група H
| Поз | Команда              | І | В | Н | П | ГЗ | ГП | РГ | О  | Кваліфікація    |     | ЙОК | ШАН | ЧОН | СІД |
| --- | -------------------- | - | - | - | - | -- | -- | -- | -- | --------------- | --- | --- | --- | --- | --- |
| 1   | Йокогама Ф. Марінос  | 6 | 4 | 1 | 1 | 13 | 5  | +8 | 13 | Вихід у плей-оф |     | —   | 1–2 | 4–1 | 4–0 |
| 2   | Шанхай СІПГ          | 6 | 3 | 0 | 3 | 6  | 10 | −4 | 9  | Вихід у плей-оф |     | 0–1 | —   | 0–2 | 0–4 |
| 3   | Чонбук Хьонде Моторс | 6 | 2 | 1 | 3 | 8  | 10 | −2 | 7  |                 |     | 1–2 | 1–2 | —   | 1–0 |
| 4   | Сідней               | 6 | 1 | 2 | 3 | 8  | 10 | −2 | 5  |                 | 1–1 | 1–2 | 2–2 | —   |     |

## Плей-оф

### 1/8 фіналу
| Команда 1           | Рахунок      | Команда 2              |
| Західна зона        | Західна зона | Західна зона           |
| ------------------- | ------------ | ---------------------- |
| 26 вересня 2020     |              |                        |
| Аль-Аглі            | 1:1 пен. 4:3 | Шабаб Аль-Аглі         |
| Пахтакор            | 2:1          | Естеґлал               |
| 27 вересня 2020     |              |                        |
| Персеполіс          | 1:0          | Ас-Садд                |
| Ан-Наср             | 1:0          | Ат-Таавун              |
| Східна зона         |              |                        |
| 6 грудня 2020       |              |                        |
| Бейцзін Гоань       | 1:0          | Токіо                  |
| Ульсан Хьонде       | 3:0          | Мельбурн Вікторі       |
| 7 грудня 2020       |              |                        |
| Віссел Кобе         | 2:0          | Шанхай СІПГ            |
| Йокогама Ф. Марінос | 2:3          | Сувон Самсунг Блювінгз |

### 1/4 фіналу
| Команда 1       | Рахунок      | Команда 2              |
| Західна зона    | Західна зона | Західна зона           |
| --------------- | ------------ | ---------------------- |
| 30 вересня 2020 |              |                        |
| Персеполіс      | 2:0          | Пахтакор               |
| Ан-Наср         | 2:0          | Аль-Аглі               |
| Східна зона     |              |                        |
| 10 грудня 2020  |              |                        |
| Ульсан Хьонде   | 2:0          | Бейцзін Гоань          |
| Віссел Кобе     | 1:1 пен. 7:6 | Сувон Самсунг Блювінгз |

### 1/2 фіналу
| Команда 1      | Рахунок      | Команда 2    |
| Західна зона   | Західна зона | Західна зона |
| -------------- | ------------ | ------------ |
| 3 жовтня 2020  |              |              |
| Ан-Наср        | 1:1 пен. 3:5 | Персеполіс   |
| Східна зона    |              |              |
| 13 грудня 2020 |              |              |
| Ульсан Хьонде  | 2:1 дч       | Віссел Кобе  |

### Фінал
| 19 грудня 2020 14:00 (EEST) |

| Персеполіс | 1:2      | Ульсан Хьонде            |
| ---------- | -------- | ------------------------ |
| Абді 45'   | Протокол | Жуніор 45+4', 55' (пен.) |

| Ель-Джануб, Ель-Вакра Глядачів: 8 517 Арбітр: Абдулрахман Аль-Джассім |